# Dušan Jurkovič
Dušan Samuel Jurkovič (Turá Lúka, 23 agosto 1868 – Bratislava, 21 dicembre 1947) è stato un architetto, designer ed etnografo slovacco.
In suo onore dal 1964 viene conferito il Premio Dušan Jurkovič (Cena Dušana Jurkoviča).

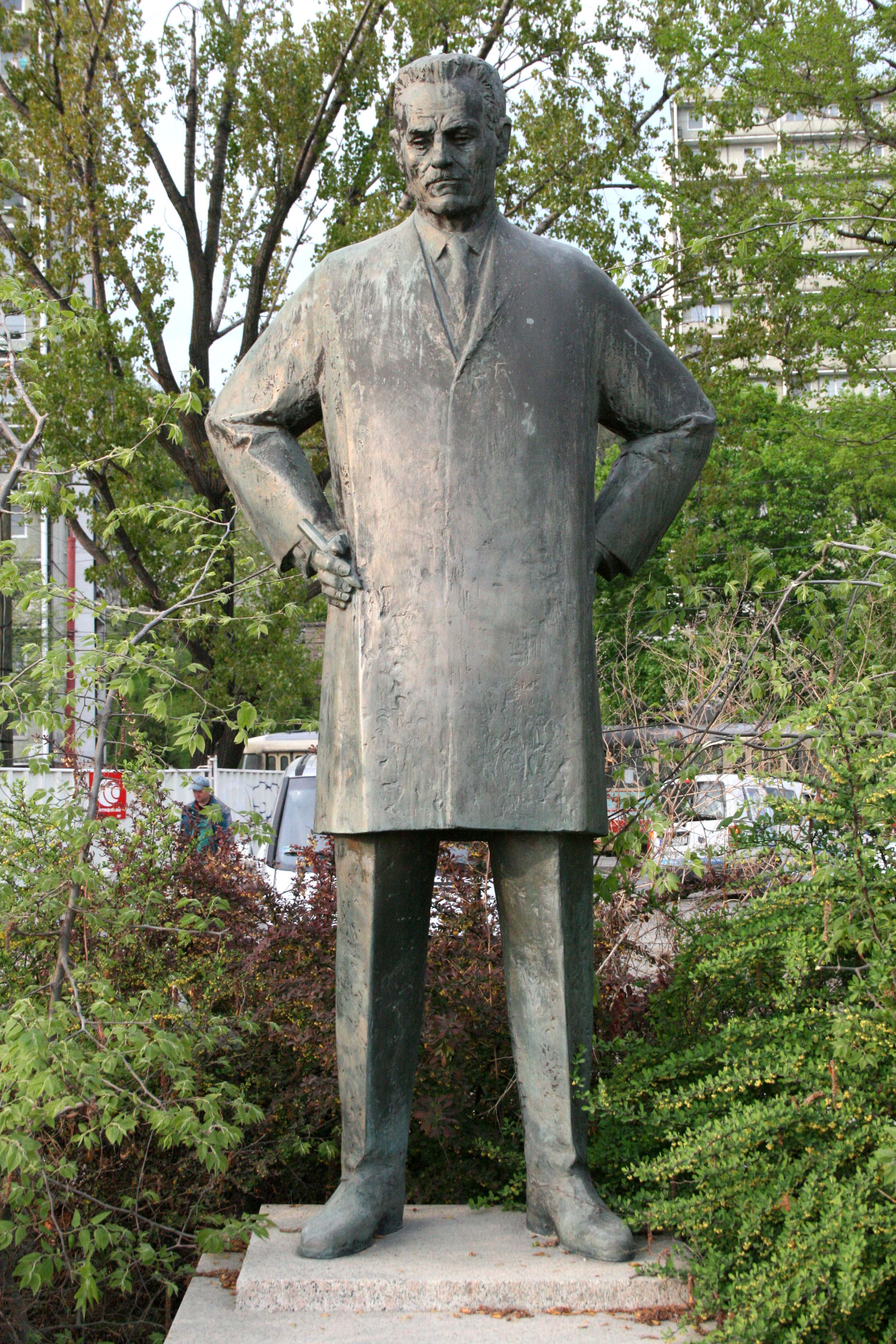
Statua in bronzo di Dušan Jurkovič lungo Vajanského nábrežie a Bratislava opera di Ladislav Snopek (1971).

## Biografia

### Formazione
Era figlio del patriota Juraj Jurkovič e di sua moglie Emília, nata Jurkovičová. Il padre fu tra i fondatori della Matica slovenská e il nonno materno Samuel Jurkovič fu il fondatore del Circolo dei contadini di Sobotište, una delle prime cooperative agricole d'Europa. 
Fra il 1874 e il 1878 frequentò la scuola evangelica di Brezová pod Bradlom, quindi fino al 1884 la scuola municipale magiara di Šamorín e il ginnasio inferiore di Sopron. Dal 1884 al 1889 proseguì gli studi alla scuola statale professionale di Vienna, con specializzazione nel settore edile, sotto la guida del professore Rudolf Feldscharek.
Lavorò negli studi degli architetti Blažej Bulla e Michal Urbánek, dove si perfezionò in architettura. Dopo la Prima guerra mondiale concepì le prime case prefabbricate, con le quali pensava di risolvere i problemi dell'edilizia slovacca. Nel 1921 si dedicò alla costruzione di edifici con mattoni di grande superficie. I suoi concetti pionieristici furono esposti nel volume Skladacie rodinné domy z pálených tehliarskych výrobkov ("Composizione di case unifamiliari con manufatti di mattoni cotti"), edito nel 1947. Fu il primo passo verso il prefabbricato.
Per i molteplici meriti e per i progetti nel 1938 l'Università Comenio di Bratislava gli conferì la laurea honoris causa. Nel 1946 lo Stato lo insignì del titolo di artista nazionale.

## Gli esordi
A cavallo tra il XIX e il XX secolo l'architettura europea era percorsa da nuove tendenze, che presero le forme dello storicismo e dell'eclettismo. Queste due tendenze seguivano direzioni diverse e riflettevano concezioni delle abitazioni sia romantiche sia razionali. Forse il frutto più sorprendente è la passione per la tradizione, per i dettagli e per gli ornamenti. Dušan Jurkovič come architetto seguì le tendenze europee dell'architettura moderna della prima metà del XX secolo. Ricorse all'architettura popolare, conscio del suo valore. È considerato il fondatore della moderna architettura slovacca.
Nel 1887 visitò la mostra di ricami popolari a Martin, dove fu incuriosito dalla torre d'ingresso della "Porta slovacca" dall'architetto Blažej Bulla, presso il quale iniziò un breve praticantato l'anno successivo. Nel 1891, lavorò nell'ufficio progetti dell'architetto Michal Urbánek a Vsetín. Visitò Praga nel 1891 e l'anno seguente studiò l'architettura popolare della Valacchia morava e collaborò alla preparazione di una mostra etnografica a Vsetín, dove realizzò una mostra della sala valacca.
Durante gli anni 1892-1895 continuò i suoi studi sull'edilizia in legno e viaggiò molto principalmente nella Valacchia morava e nella Slovacchia occidentale. Nel 1895 i suoi sforzi culminarono nella realizzazione dell'Esposizione Etnografica cecoslovacca a Praga, che riscosse un grande successo. Questo aprirà le porte al primo grande incarico per la casa di montagna Radhošť a Frenštát, dove progettò una serie di edifici turistici sul monte Pustevny.

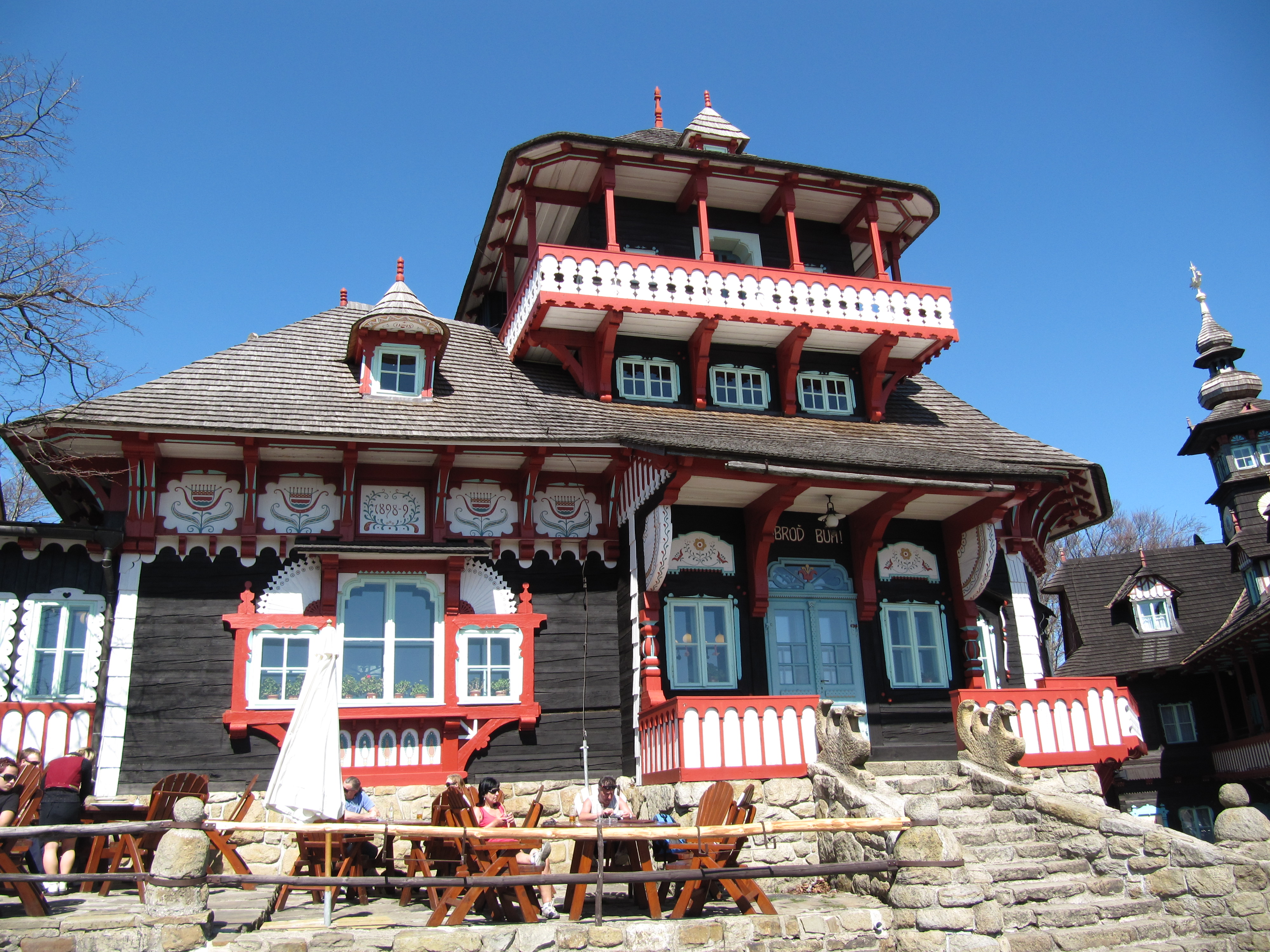
La baita Libušín, sul monte Pustevny.

Nel 1899 si stabilì a Brno, operava già come architetto indipendente e apparteneva ai circoli intellettuali patriottici di Brno. Un anno dopo fu pubblicata la sua prima pubblicazione "Pustevne v Radhošti". Seguirono i suoi lavori in una villa di campagna per l'industriale Robert Bartelmus vicino a Nové Město nad Metují. Lì incontrò la sua futura moglie Božena Bartelmusová (1883-1965). Ancora prima, tuttavia, progettò e costruì un complesso di edifici termali a Luhačovice.
Due anni dopo iniziò a pubblicare una serie di quaderni dal titolo Práce lidu našeho ("Il lavoro del nostro popolo"): ne pubblicò in totale quattordici. Nel 1906 costruì la sua villa nel quartiere Žabovřesky di Brno, alla sua inaugurazione tenne una mostra delle suoi oggetti di design per interni. Nel 1910 divenne membro della Società di artisti figurativi Mánes di Praga. Tre anni dopo, divenne proprietario di una fabbrica di mattoni a Trnava, che gli diede la possibilità di tornare in contatto con la sua terra natale. Durante la prima guerra mondiale lavorò a Cracovia, dove progettò cimiteri e monumenti per il distretto di Żmigród nella Galizia occidentale.

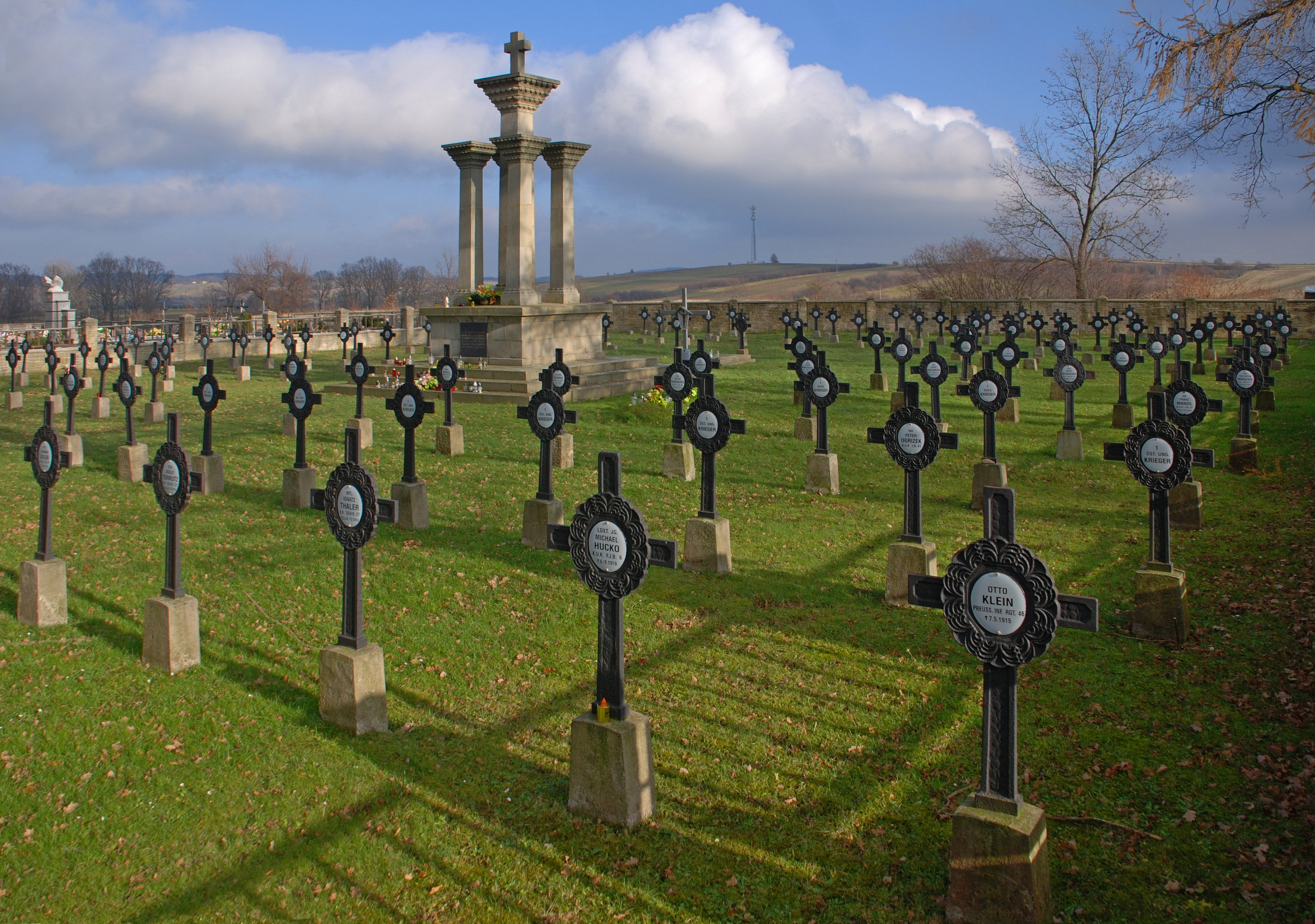
Il cimitero di guerra n. 8 a Nowy Żmigród.

### Il ritorno in Slovacchia

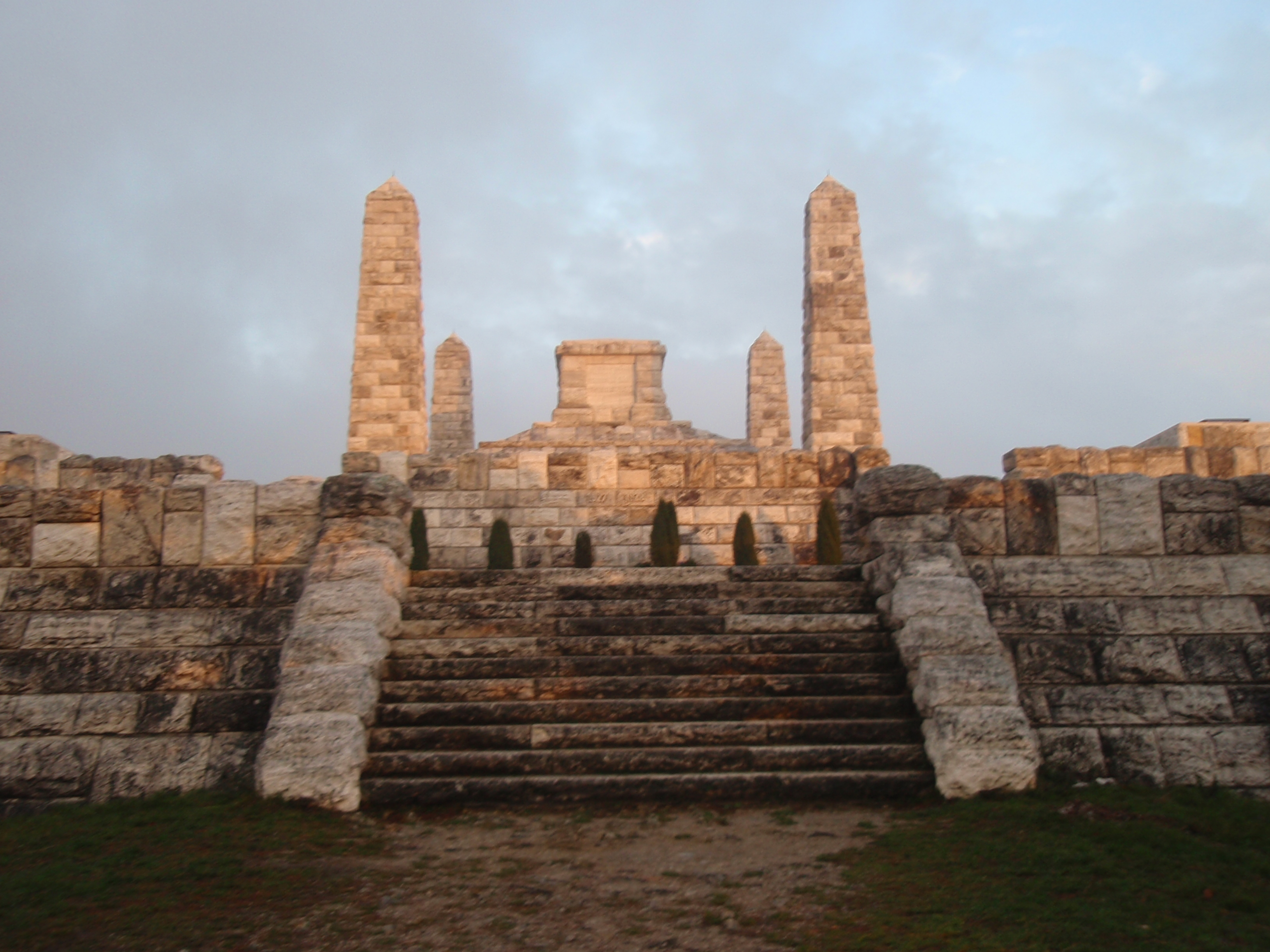
Il mausoleo di Milan Rastislav Štefánik sulla collina di Bradlo.

Dopo la nascita della Cecoslovacchia tornò in Slovacchia e si stabilì a Bratislava. Divenne commissario per la conservazione dei monumenti artistici in Slovacchia. Nel maggio del 1919, fu incaricato di preparare la cerimonia funebre del generale Milan Rastislav Štefánik sulla collina di Bradlo. Poco dopo, iniziò a lavorare al progetto del mausoleo che rimane ancora oggi l'edificio più importante agli occhi del pubblico. Nel 1920 divenne membro onorario dell'Accademia del lavoro di Masaryk e iniziò ad occuparsi della questione della costruzione standardizzata di case in Slovacchia.
Nel periodo successivo della sua vita si impegnò come presidente generale della Conferenza artistica slovacca, per la conservazione del patrimonio archeologico e naturale della Slovacchia. Nel 1924 divenne presidente della Società del museo patriottico slovacco e cofondatore del Museo di Bratislava. Nel 1929 divenne presidente della scuola di arti e mestieri di recente istituzione a Bratislava e successivamente si occupò della costruzione standardizzata di edifici scolastici per la campagna slovacca. Tra il 1930 e il 1935 vinse un gran numero di premi in varie mostre d'arte in tutta Europa.
Negli anni Trenta Dušan Jurkovič affrontò la sfida di dare una soddisfacente espressione architettonica a un'opera tecnica situata in località estreme: nel 1936 e nel 1937 concluse i progetti delle stazioni della funivia di alta montagna tra Tatranská Lomnica e il picco Lomnický.

### La seconda guerra mondiale e il dopoguerra
Per il suo 70º compleanno la Conferenza artistica slovacca organizzò una grande mostra di tutta la sua carriera. Durante la Seconda guerra mondiale sostenne la partecipazione dei suoi figli alla resistenza antifascista e personalmente reagì alla situazione con una serie di schizzi per memoriali. Nel 1946 partecipò a una conferenza a Londra sulla ricostruzione di luoghi distrutti e sulle possibilità di ricorrere ad abitazioni prefabbricate. Nello stesso anno, è riuscito a pubblicare il volume Skladacie rodinné domy z pálených tehliarskych výrobkov ("Composizione di case unifamiliari con manufatti di mattoni cotti").
Morì il 21 dicembre 1947 a Bratislava. Meno di un anno dopo, i suoi resti furono trasferiti nel cimitero di Brezová pod Bradlom.
Gli fu conferito l'Ordine di Tomáš Garrigue Masaryk di I Classe per meriti eccezionali verso la democrazia e i diritti umani. Per il mausoleo del Bradlo, nel 1933 ricevette il gran premio Leopold Katz dell'Accademia ceca delle scienze e delle arti (1933). Nel 1946 lo Stato gli conferì il titolo di Artista nazionale.

## Mostra
- 1892: Mostra etnografica a Vsetín
- 1895: Mostra etnografica cecoslovacca a Praga
- 1906: mostra di oggetti di design per interni in occasione dell'inaugurazione della sua villa
- 1938: mostra dell'opera di Dušan Jurkovič nella sede della Conferenza artistica slovacca
- 1945-1946: mostra delle opere dell'artista nazionale Dušan Jurkovič a Praga
- 1971: mostra dell'opera di Dušan Jurkovič a Bratislava
- 1988: mostra di Dušan Jurkovič a Zlín
- 1993: Dušan Jurkovič – mostra collettiva delle opere architettoniche, Bratislava

## Opere
- 1891

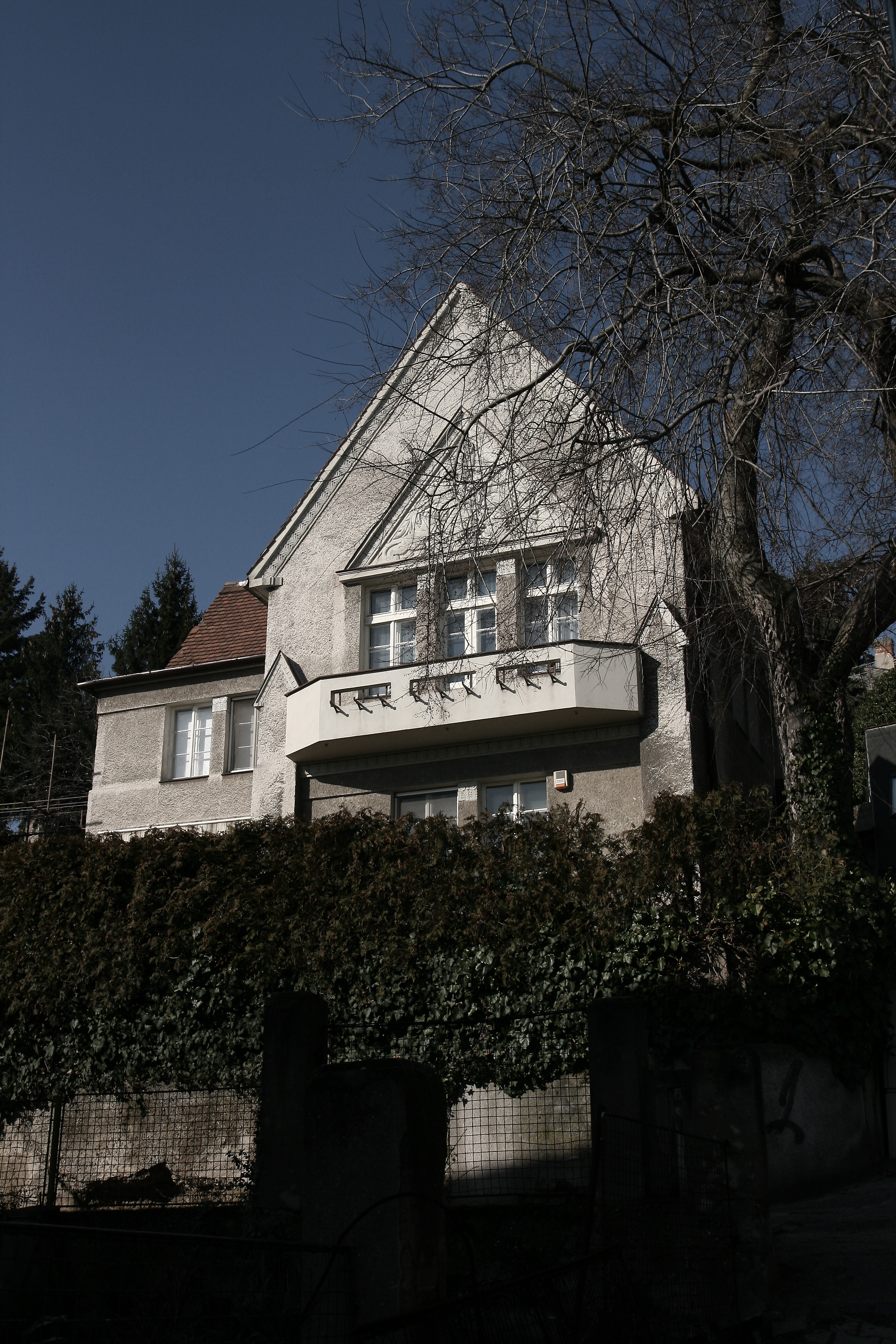
La villa di Dušan Jurkovič a Bratislava.

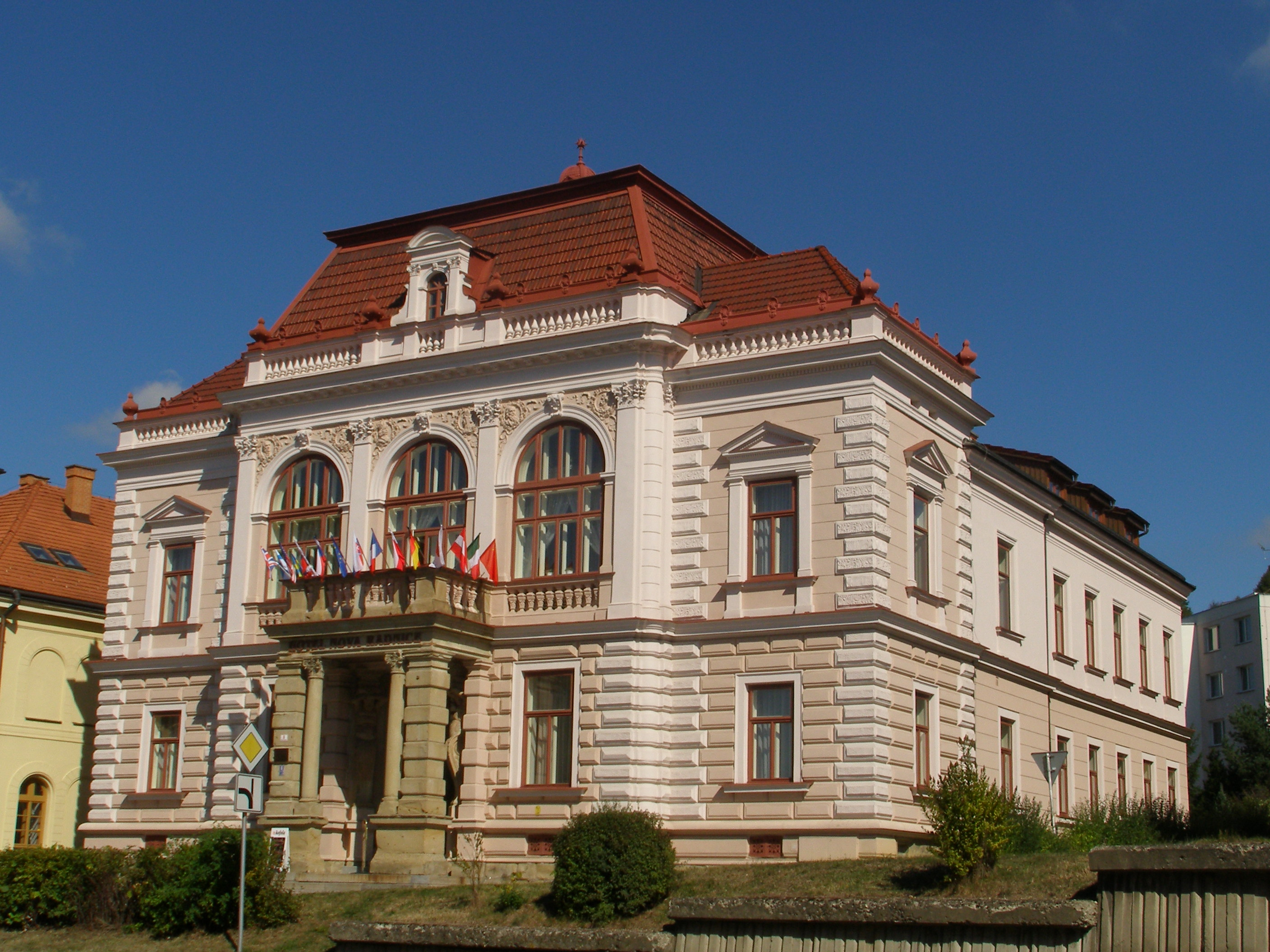
Il nuovo municipio di Vsetín

  - Chiesa dei Santi Cirillo e Metodio a Bratřejov
- 1892
  - Sala valacca - Mostra etnografica a Vsetín
  - Nuovo municipio di Vsetín
- 1893
  - Ambientazione valacca e di Čičmany, casa di Orava – Mostra etnografica cecoslovacca a Praga
  - Cassa di risparmio comunale a Vsetín
  - Punto di osservazione panoramico sulle colline di Brňov, frazione di Valašské Meziříčí
- 1900
  - Villa di campagna presso Nové Město nad Metují per Robert Bartelmus
- 1902
  - Piano regolatore di Luhačovice
  - Caffè A. Polenka a Brno (progetto)
  - Villa di J. Pospíšil, a Brno
  - Casa di J. Bartoň nel quartiere di Královo Pole, Brno
- 1903
  - Via Crucis del Santuario di Svatý Hostýn
- 1904
  - Casa del circolo di Skalica
  - Pensionato Vesna a Brno
  - Vetrina per la mostra di Londra
  - Arredamento per il dottor. J. Jeništa
  - Adattamento della villa e della fabbrica J. Martinovský, Borovnice (progetto)
- 1905
  - Municipio di Hospozín (progetto)
  - Santuario di Svatý Hostýn: ricostruzione della cappella (progetto)
  - Hotel Luhačovice (progetto)

- 1906
  - Terme di Luhačovice
  - Villa per sé stesso

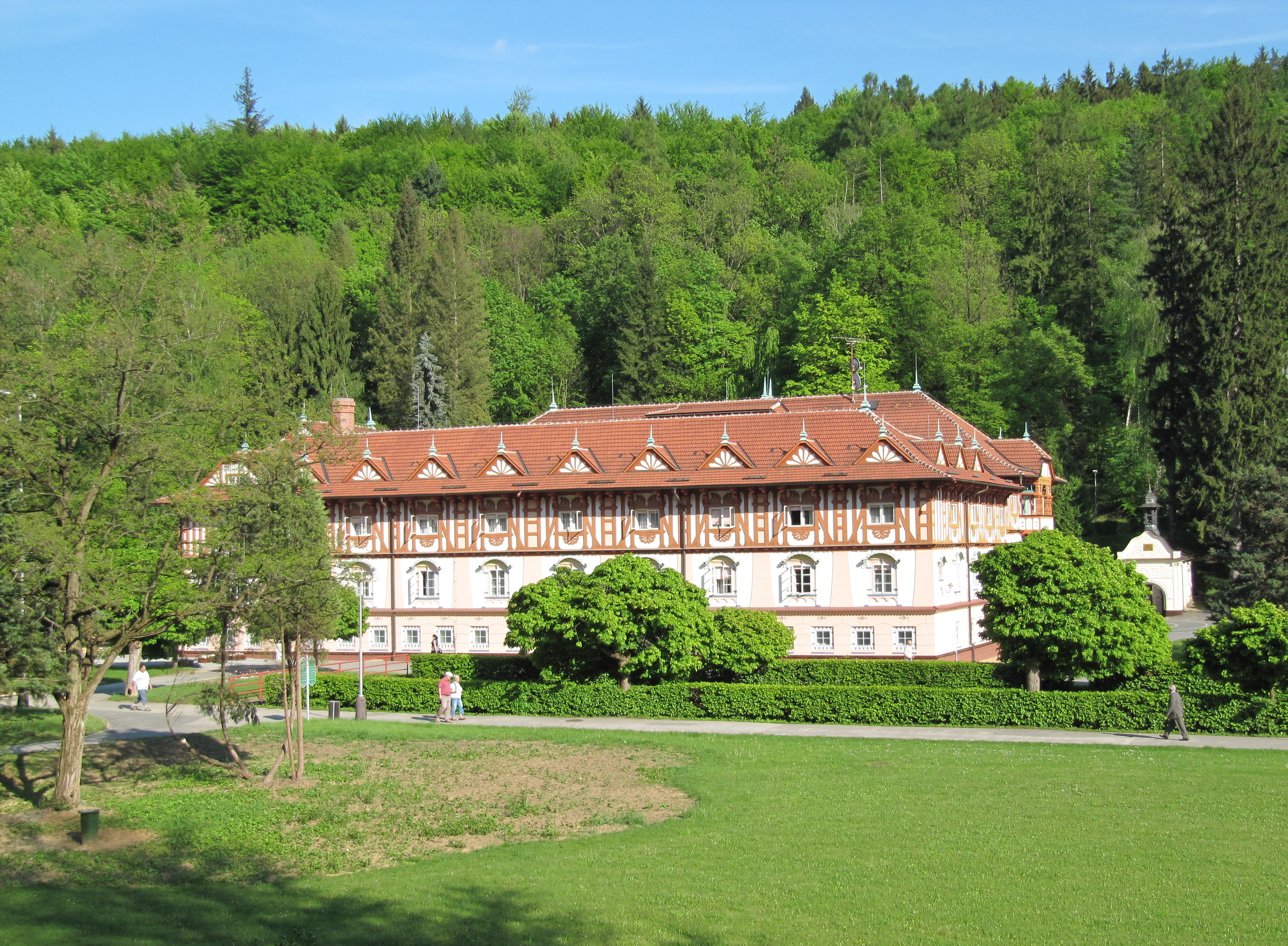
Un edificio delle terme di Luhačovice.

  - Casa di J. Patrný, Jaroměř (progetto)
- 1907
  - Villa di F. Novák, Luhačovice
  - Hronov, progetti di case standardizzate
  - Casa di B. Němcová, Jičín
- 1908
  - Terme di Luhačovice, secondo padiglione termale
  - Locanda di J. Vlk, Kuřim
  - Casa per affittuari di B. Škarda a Brno
- 1909
  - Kouřim, ricostruzione del castello di Molitorov di Jaroslav Veselý
  - Nové Město nad Metují, castello di J. Bartoň
  - Centrale elettrica municipale, Boskovice
- 1910
  - Ospizio, Modra
  - Locanda e casa del circolo, Brezová pod Bradlom
- 1912

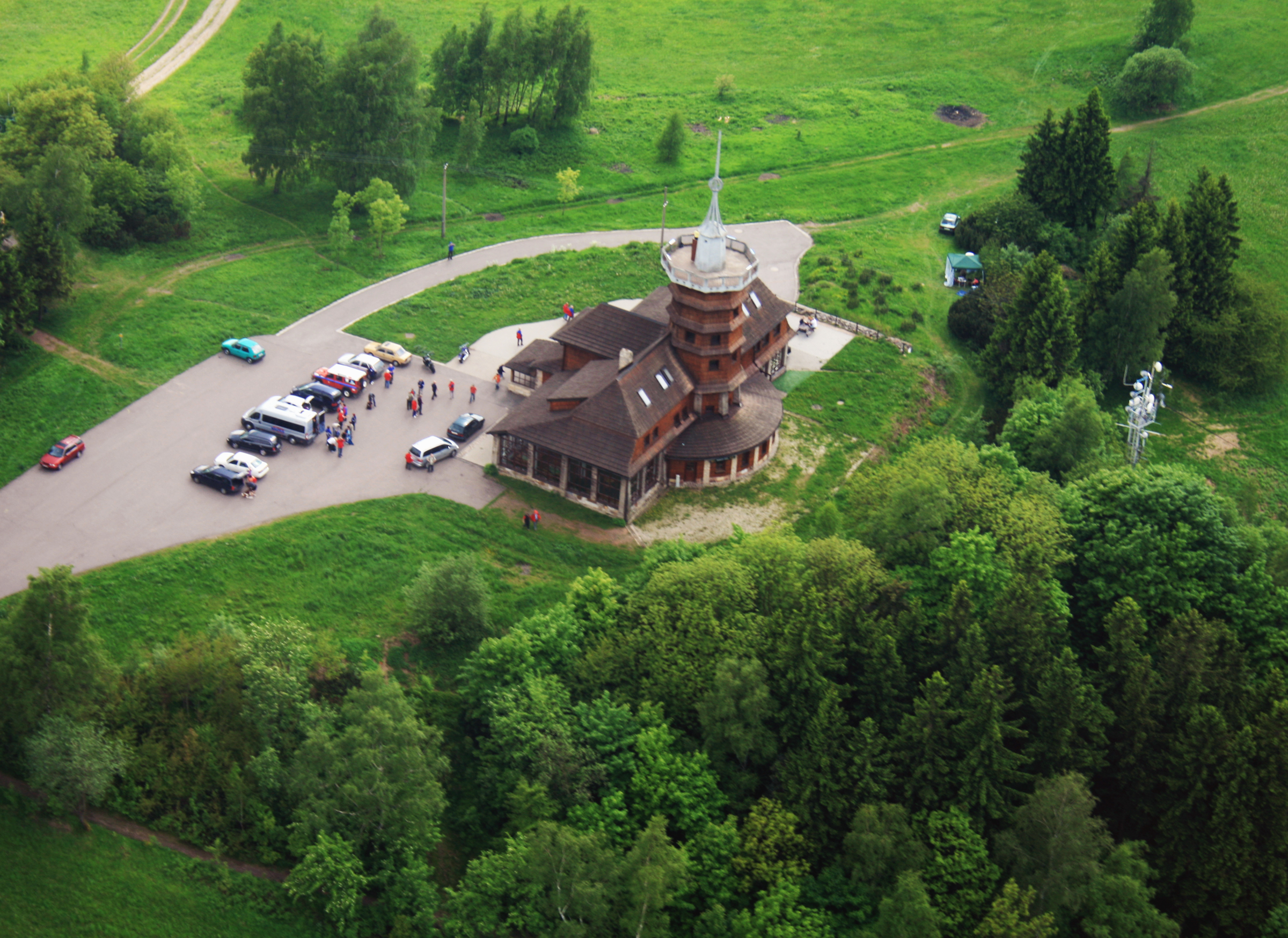
La baita con torre panoramica sul Dobrošov

- - Baita con torre panoramica sul Dobrošov
- 1916
  - Cimiteri di guerra e memoriali
  - Casa degli invalidi a Magura (progetto)
- 1920
  - Colonia di case per operai Dynamitka presso Bratislava
- 1921
  - Mausoleo sul luogo in cui è precipitato Milan Rastislav Štefánik, Ivanka pri Dunaji
- 1922
  - Castello di Zvolen – sede degli uffici della contea (progetto)
- 1923
  - Casa unifamiliare, Lermontovova ulica, Bratislava
- 1925
  - Progetto per la costruzione del Mausoleo di Milan Rastislav Štefánik sulla collina di Bradlo
  - Reparto della previdenza sociale Štefánik, Martin

- 1926

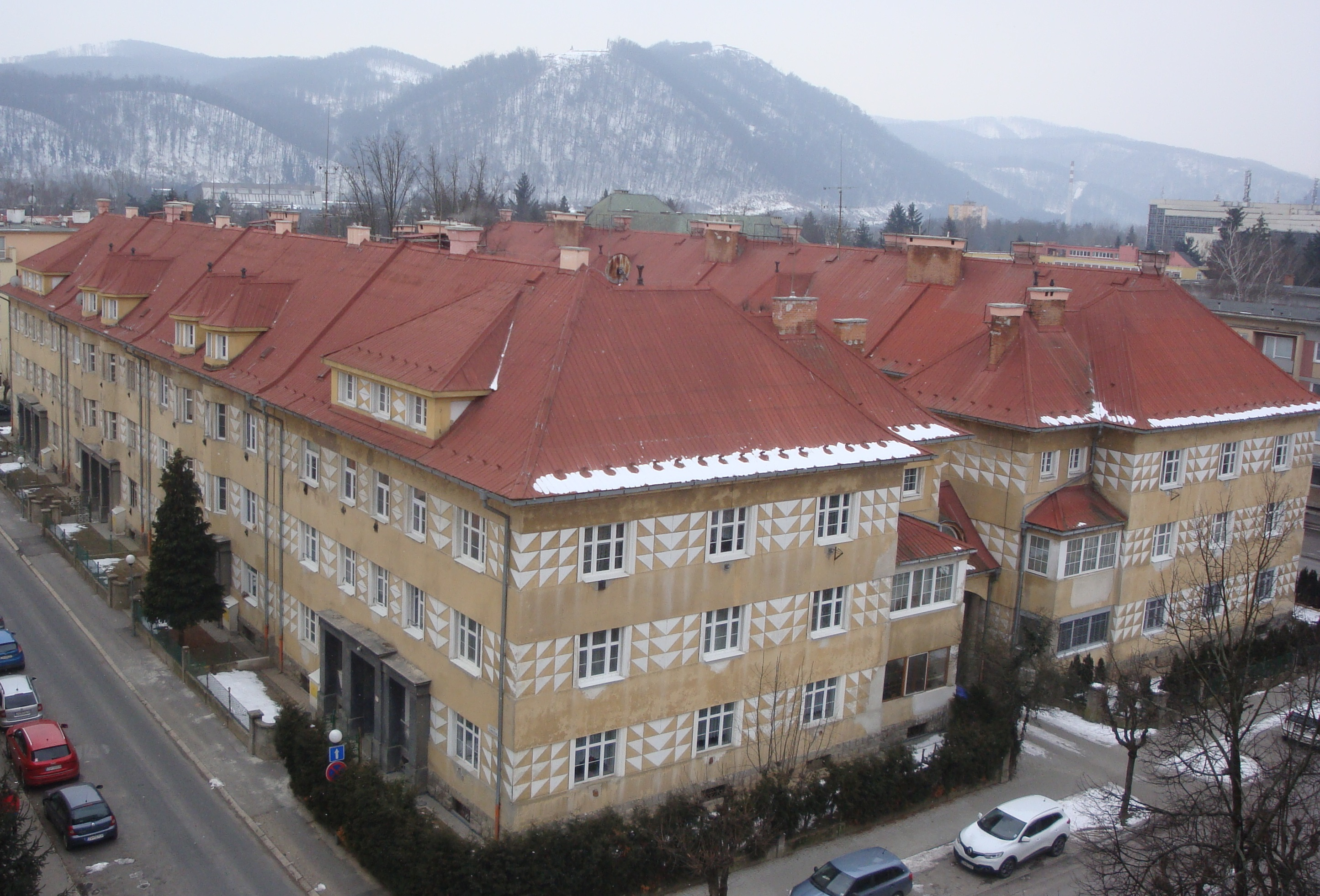
Le Case per dipendenti pubblici di Zvolen.

  - Case per dipendenti pubblici di Zvolen - realizzazione
- 1928
  - Mausoleo di Milan Rastislav Štefánik sulla collina di Bradlo - realizzazione
  - Cippo per J. Jenista, Praga
- 1928
  - Condomini e ville – Bratislava, Ursínyho ulica
- 1929
  - Sanatorio dottor Karol Koch – Bratislava, Partizánska ulica
- 1932
  - Case unifamiliari standardizzate in legno (progetto per 5 tipologie)
- 1933
  - Monumento ai caduti della Prima guerra mondiale, Becherov
- 1934
  - Scuola con struttura in acciaio
  - Edificio amministrativo per azienda, Bratislava
- 1936
  - Condominio Pavlač, Považská Bystrica
- 1937
  - Progetti per l'azienda elettrica della Slovacchia occidentale
- 1938
  - Ospedale epidemiologico di Bratislava (progetto)
- 1939
  - Monumento a Ľudovít Štúr a Modra
- 1940
  - Restauro edifici "Energoprojekty" Bratislava
  - Mausoleo per i caduti della Seconda guerra mondiale (progetto)
- 1941
  - Restauro della Banca ipotecaria slovacca di Bratislava
  - Ampliamento della fabbriche di imballaggi Tekla, Skalica
- 1942
  - Progetti per l'azienda elettrica della Slovacchia occidentale
  - Ricostruzione della palestra, Stará Turá
  - Adattamento della Banca slovacca, Banská Bystrica
- 1943
  - Casa unifamiliare a Bratislava
  - Mausoleo di Jozef Miloslav Hurban, Hlboké
- 1944
  - Cimitero, Brezová pod Bradlom
- 1945
  - Tenuta agricola di 8 ettari
  - Case unifamiliari standardizzate in mattoni
- 1947
  - Casa della cultura, Čierny Balog
  - Monumento all'Insurrezione nazionale slovacca, nel quartiere di Kremnička, Banská Bystrica
  - Riparazioni del mausoleo del Bradlo
  - Tomba di Milan Hodža, Martin (progetto)

## Libri
- Mohyla Dr. M. R. Štefánika na Bradle ("Il Mausoleo di Milan Rastislav Štefánik sul Bradlo"), Praha, Štátne nakladateľstvo, 1929